# Mirmillon

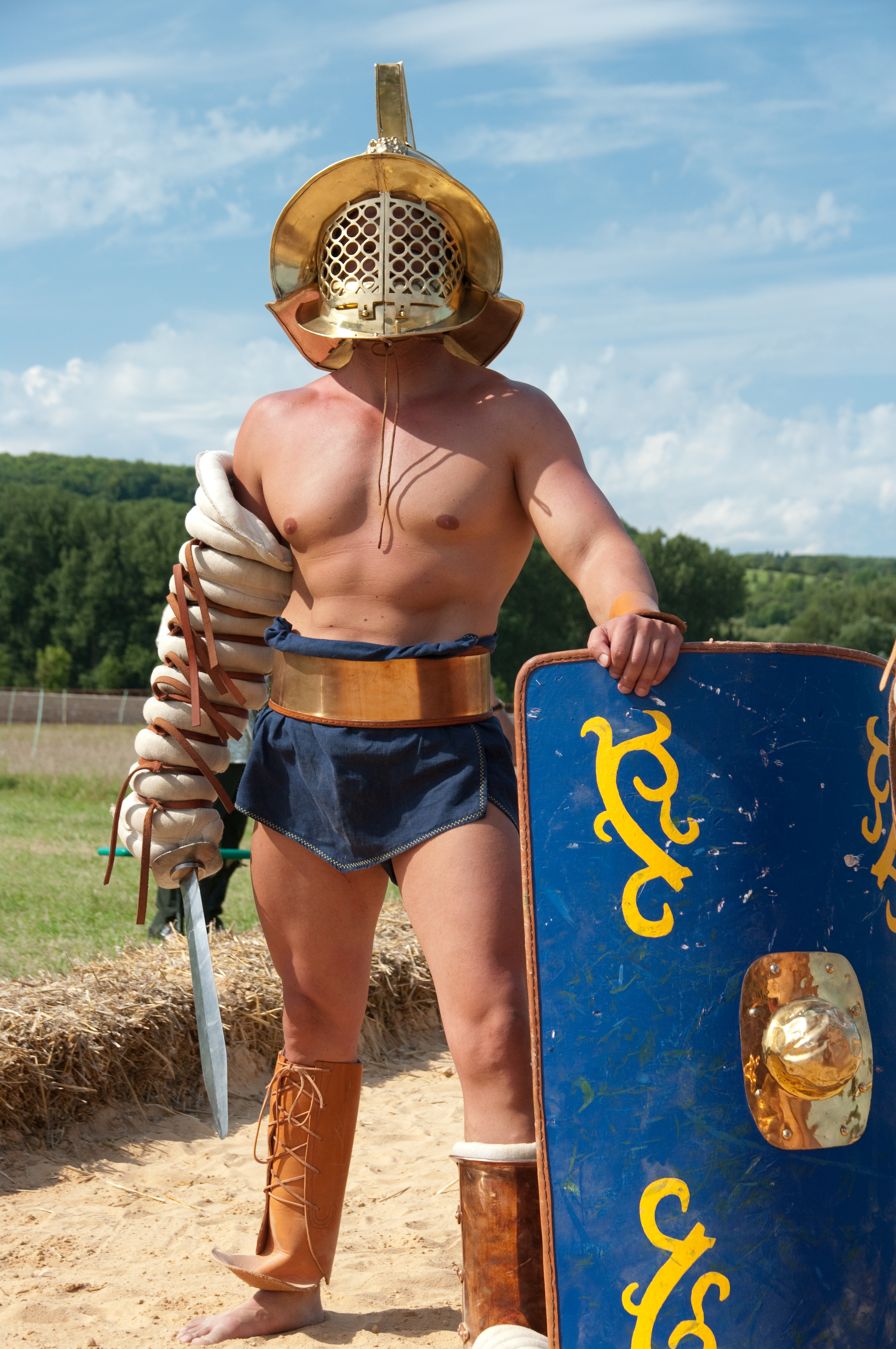
Reconstitution d'un mirmillon.

Le mirmillon (mirmillo, mirmillonis en latin ; autres orthographes : murmillo ou myrmillo), myrmillon ou encore gaulois (gallus en latin), est un gladiateur dit lourd. Il fait partie des scutati, les gladiateurs à grands boucliers. 
L'origine du mot est obscure. L'explication que l'on rencontre le plus souvent fait dériver « mirmillon » du poisson appelé μορμύρος, mormúros (le spare) en grec, parce que son casque aurait été surmonté d'un poisson. Elle repose sur une base très mince : l’auteur latin Festus Grammaticus nous rapporte une chanson entonnée par le rétiaire, adversaire traditionnel du mirmillon, qui criait dans les arènes : « Pourquoi fuis-tu Gaulois, ce n’est pas à toi que j’en veux, c’est à ton poisson » (Non te peto, piscem peto. Quid me fugis, Galle ?). C'est pourquoi Jean-Léon Gérôme, dans son tableau Pollice verso, fait figurer un poisson sur le devant du casque de son mirmillon triomphant. Une autre hypothèse, inspirée par Festus Grammaticus, associe son nom à murus (« muraille »). Cet auteur écrit en effet que l'on combat avec les grands boucliers particuliers aux mirmillons « comme du haut des murs ». Le mirmillon serait donc une véritable muraille, d'où son nom murmillo en latin.

## Histoire
Le terme apparaît pour la première fois dans les Philippiques de Cicéron au Ier siècle av. J.-C. Le mirmillon est l’un des gladiateurs les plus connus des arènes romaines. 
L'ancienne classe de gladiateurs dite « gauloise », en référence aux guerriers de la Gaule, disparaît lorsque Rome conquiert la Gaule. Le mirmillon apparaît au début de notre ère en remplacement du gaulois mais conserve ses armes nationales (c'est-à-dire gauloises) comprenant le casque, le grand bouclier et l'épée.
Le mirmillon avait un grand cimier sur son casque qui accrochait trop facilement le filet du rétiaire. Ce handicap jouait en faveur du rétiaire. Pour équilibrer les chances, une nouvelle classe de gladiateurs apparaît vers le milieu du Ier siècle de notre ère pour s'opposer au rétiaire : le secutor.

## Adversaires
Le mirmillon combat traditionnellement le  thrace et l'hoplomaque. Des auteurs comme Valère Maxime et Quintilien ont laissé des écrits qui disent que le mirmillon combattait également le rétiaire, jusqu'à l'apparition du secutor.

## Équipements

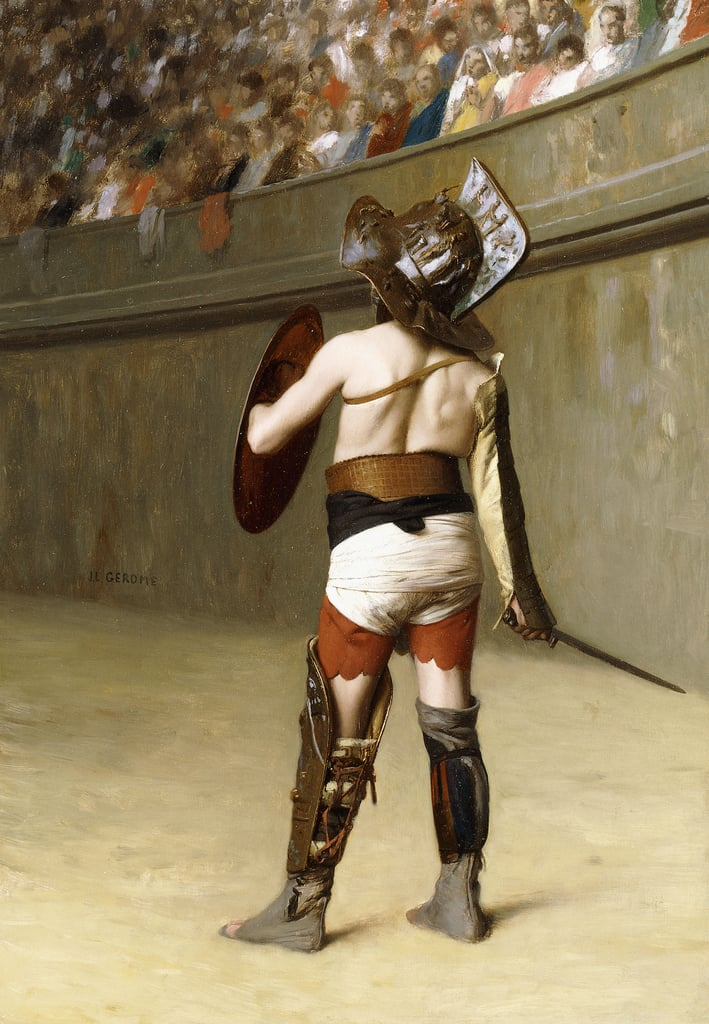
Le mirmillon par Jean-Léon Gérôme.

Le casque du mirmillon a évolué avec le temps. D’abord ouvert, il se ferme par une visière percée de deux œilletons ronds à la fin du règne d’Auguste. Puis ces orifices se grillagent. Au milieu du Ier siècle, la collerette s’arrondit, et la visière est désormais grillagée à moitié, facilitant la vision et la ventilation du combattant. Aux IIe et IIIe siècles, le casque devient plus étroit et toute la visière est grillagée ; désormais en corolle, elle réduit fortement le champ de vision du combattant. Tous ces casques, richement ornés, sont souvent surmontés d’un panache de plumes ou de crin, rehaussant la silhouette du gladiateur.
Armé de son glaive, et protégé par son scutum,  son ocrea et sa manica de cuir, le mirmillon est le gladiateur le plus lourdement équipé après ses dérivés (secutor et scissor).